# Збройні сили Грузії
Збройні сили Грузії (груз. საქართველოს შეიარაღებული ძალები — sakartvelos sheiaraghebuli dzalebi) — назва об'єднаних збройних сил Грузії. Грузинські військові сили є оборонними за своїм характером і складаються з сухопутних військ, повітряних сил і парамілітарної структури — національної гвардії. Військово-морські сили були ліквідовані як окремий вид збройних сил, а кораблі передані у склад берегової охорони у 2009 році після війни з Росією. Основним завданням національної оборонної політики, яке визначається конституцією Грузії, є гарантування збереження незалежності і державного суверенітету, територіальної цілісності та недоторканості її території, територіальних вод та повітряного простору, конституційного ладу. Збройні сили Грузії входять у юрисдикцію міністерства оборони Грузії.
Збройні сили були створені на початку 1917 року на базі підрозділів колишньої російської імператорської армії, які перебували на території Грузії, нерегулярних збройних формувань та грузинських військовиків, які повертались додому з фронтів Першої світової війни. Збройні сили у 1918–1921 роках поділялись на: Регулярну армію та Народну гвардію. 23 березня 1994 року, Грузія однією із перших колишніх Радянських республік приєдналася до програми НАТО Партнерство заради миру. Серед усіх партнерів, Грузія була першою з країн, яка змогла подати спеціальні документи (травень 2004) і 29 жовтня 2004 року Північноатлантична рада схвалила перший Індивідуальний план партнерства (ІПП) для Грузії.

## Історія
Навчання за програмою (ГТЕП) здійснювалось із залученням зусиль сил спеціальних операцій США та корпусу морської піхоти США з травня 2002 до травня 2004 року. Протягом цього часу приблизно 2,600 грузинських військових, включаючи особовий склад генерального штабу та 5 тактичних груп, пройшли вишкіл. Інша програма допомоги, (Грузія ССОП), була розпочата у січні 2005 як продовження (ГТЕП) 2002–2004 років. Грузинські контингенти були залучені у КФОР і продовжують брати участь у операціях у Іраку та Афганістані.
ЗСГ зазнали глибинного реформування у останні роки задля того, щоб задовольнити прагнення Грузії по вступу у НАТО і для покращення готовності до існуючих викликів, таких як напруженість у не розв'язаних конфліктах із сепаратистами у регіонах Абхазії та Південної Осетії які підтримує Росія, так і загрози глобального тероризму. Також Грузія вважає, із усією серйозністю, повномаштабне іноземне вторгнення і поширення конфлікту з території російського північного Кавказу найгіршими з можливих потенійних коротко- та довгострокових сценаріїв.
8 серпня 2008 збройні сили Грузії розпочали операцію у сепаратистському регіоні Південної Осетії (див. Російсько-грузинська війна). Вона призвела до збройного протистояння з силами Російської Федерації, що вилилось у поразку і виведення грузинських підрозділів з Південної Осетії та Абхазії. Після завершення бойових дій Росія визнала незалежність регіонів, що була проголошена десятиліттям раніше.
Військовий бюджет Грузії було збільшено у понад 40 разів за проміжок часу з 2002 (US$18 млн.) до 2007 (US$780 млн.) років, і таким чином він перевищив 7% ВВП Грузії. Потім військові видатки були подвоєні до кінця 2008 року, а у теперішній час починаючи з лютого 2009 року, становлять 660 нлн. ларі (US$366 млн.)

## XXI століття

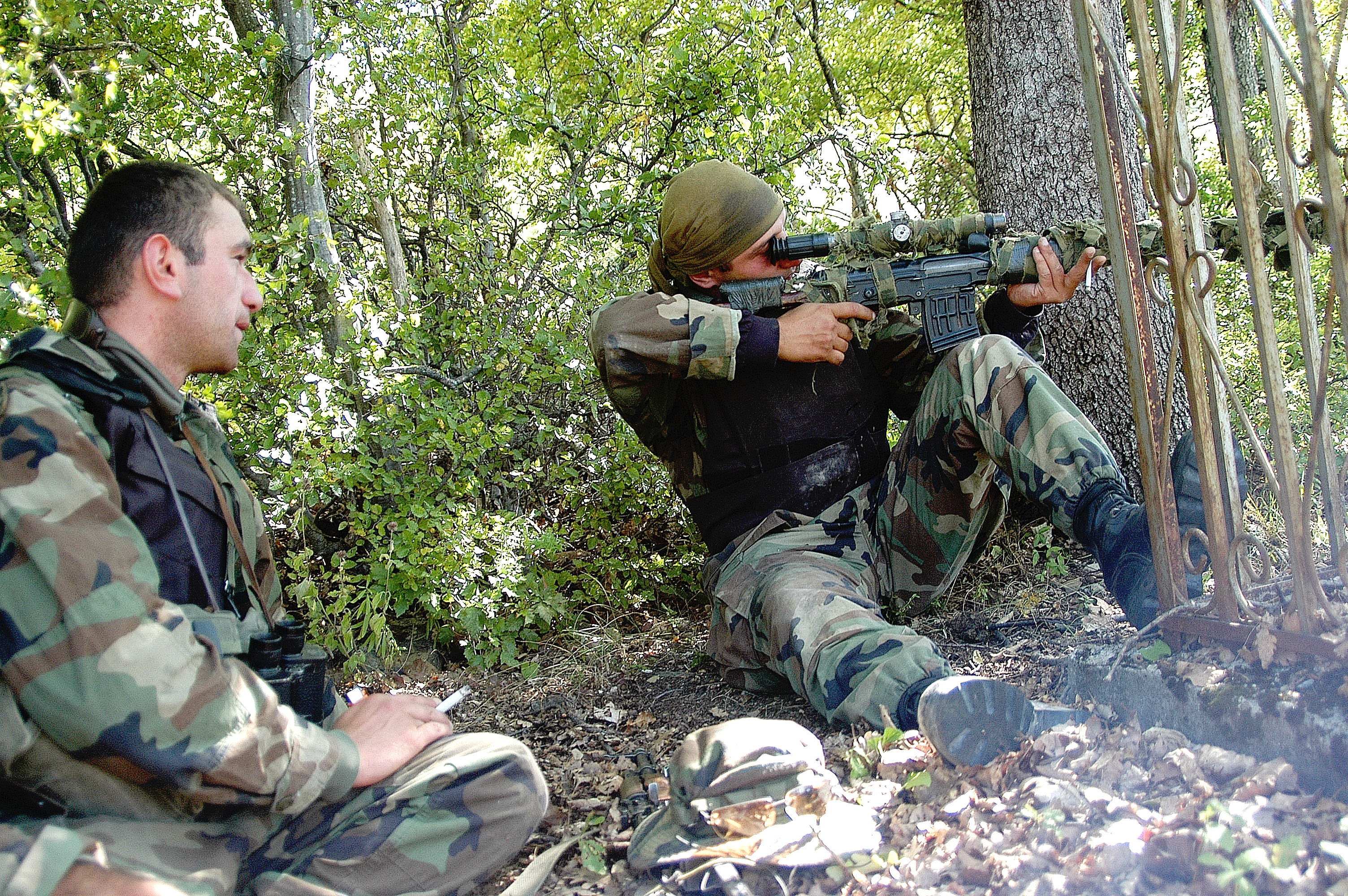
Бойова робота грузинського снайпера під час Російсько-грузинської війни 2008 року

У серпні 2008 року, після серії запеклих зіткнень у Південній Осетії, Грузія здійснила спробу повернути контроль над сепаратистськими територіями за допомогою сили. У результаті збройного конфлікту, у який прямо втрутилась Росія, Грузія була вимушена покинути регіон Південної Осетії та Абхазії, і втратила частину свого військового потенціалу. За словами міністра оборони Давид Кезерашвілі, Грузія втратила $400 мільйонів у матеріальному вираженні. Російські війська заволоділи, загалом, 1,728 одиницями вогнепальної зброї. Із початкової кількості у 200 танків Т-72, більш ніж 35 було втрачено, включно з 24, які були захоплені неушкодженими. Загалом було захоплено 50 одиниць військової техніки і деяку кількість знищено. Частину грузинських відносно сучасних артилерійських систем та засобів ППО було захоплено та згодом знищено. Сили російського Чорноморського флоту потопили 4 грузинські кораблі в порту Поті, корабель берегової охорони у морському зіткненні і відбуксували 9 надувних човнів із жорстким каркасом. Грузинські повітряні сили втратили два тренувальні реактивні літаки Aero L-29 Delfín, один біплан Ан-2 і 4 гелікоптери, усі знищені на землі. Незважаючи на ці, здебільшого не бойові втрати, президент Міхеїл Саакашвілі заявив, що Грузія втратила менше 5% своєї військової техніки, на противагу заявам грузинських військових.

### Відновлення
Після завершення війни Грузія негайно розпочала процес переозброєння. Одразу після конфлікту була втілена дуже швидка програма заповнення прогалин у окремих видах ЗС із додатковими програмами масованого переоснащення і модернізації. Два грузинські кораблі, потоплені у Поті, були підняті на поверхню, відновлені і повернуті на службу, також ще один повинен вирушити на ремонт, а їх найважчим озброєнням були 25-30 мм гармати. Кораблі грузинських військово-морських сил, що залишились, були об'єднані із береговою охороною, особовий склад якої пройшов тактичну підготовку за напрямом пошуку та захоплення від Сполучених Штатів. Україна надала Грузії боєприпаси і артилерійські системи у вересні 2008 року, і пізніше 12 танків Т-84 та 25 Т-72, три БТР-80, шість портативних протиповітряних ракет, амуніцію для пускових установок та протитанкові керовані ракети. Україна продовжує[коли?] забезпечувати постачання зброї у Грузію і заявила, що припинить лише у разі, якщо Рада Безпеки ООН запровадить збройне ембарго. Після війни Ізраїль забезпечив поставки у Грузію стрілецької зброї. Також після війни Сполучені Штати поставили велику кількість зброї та військового обладнання і проводили навчання грузинського особового складу. Ізраїль продав Грузії велику кількість безпілотних літальних апаратів, а також два гелікоптери. Сполучені Штати провели окреме навчання для особового складу, який мали задіяти у миротворчій місії у Афганістані. Грузія вже[коли?] відбудувала пошкоджені військові бази. У серпні 2010 року Грузія, за статистикою, витрачала на військові потреби у 30 разів більше, ніж на економічний розвиток. До кінця 2010 року збройні сили Грузії стали потужнішими, ніж до війни, тож після завершення реформ їхнє фінансування було суттєво зменшене. Починаючи з 2010 року Грузія розпочала виробництво власної серії БМП, стрілецької зброї, артилерійських систем і БПЛА.

## Саміт НАТО в Уельсі 2014

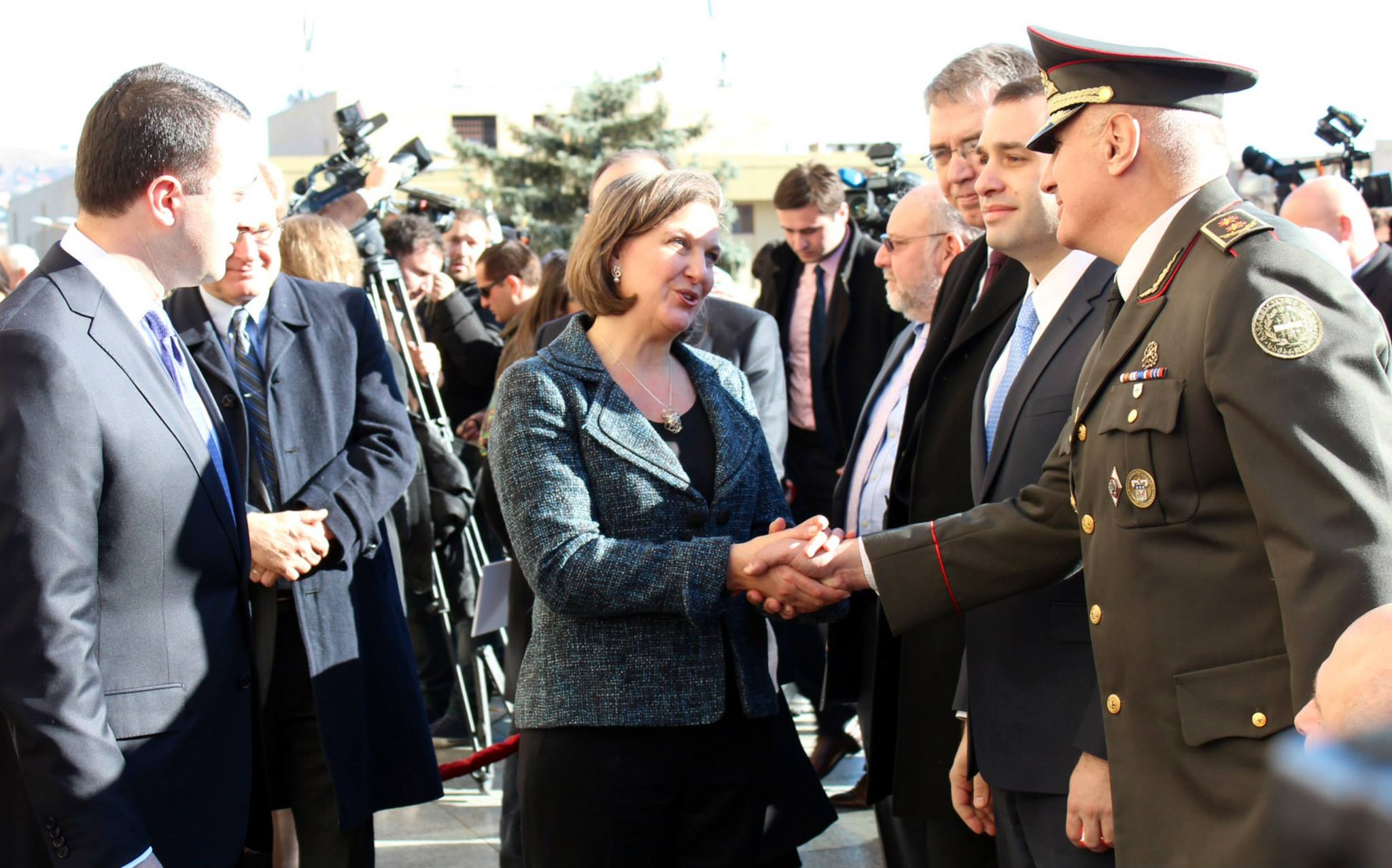
Держсекретар США Вікторія Нуланд зустрічається з керівництвом міноборони Грузії, 3 грудня 2013

Останні значні реформи розпочались у кінці 2013 року і були розширені доповнені резолюцією саміту НАТО в Уельсі 2014 року. НАТО офіційно оголосило про повну підтримку зусиль країни у створенні ефективних військових сил, які необхідні для захисту держави від будь-яких регіональних загроз, погодилось на поставку високотехнологічних засобів захисту і допомогу у загальному підвищенні якості ЗСГ. Пакет допомоги також включає групу експертів НАТО, яка буде спостерігати за процесом і контролювати забезпечення успішної імплементації реформ у визначений проміжок часу. У подальшому буде збудовано великий тренувальний центр для сумісних військових вишколів. НАТО не заявляло про те, що воно буде безпосередньо озброювати ЗСГ, але буде всіляко сприяти у отриманні необхідного військового обладнання і відкличе загальне ембарго на поставки зброї, яке було накладено на Грузію з 2008 року. Після останнього великого конфлікту з Росією Грузія багаторазово відкидала усі звинувачення у закупівлі сучасних протиповітряних і протитанкових засобів й іншого важкого озброєння, незважаючи на гостру нестачу і багато чисельні вимоги і жорстку критику з боку як колишньої так і теперішньої правлячої партії.
Майже одразу після саміту секретар оборони США Чак Хейгел заявив під час свого візиту у Грузію, що Сполучені Штати почнуть поставки гелікоптерів UH-60 Блекхок, запит на які був уже давно, і які виходять за рамки пакету допомоги НАТО. Росія дуже критично відреагувала на плани будівництва міжнародного тренувального центру у Грузії, заявляючи, що це принесе нестабільність у регіон. Заява була спростована НАТО нагадуванням, що Грузія є членом програми ПЗМ і вже забезпечує можливості тренування, такі як гірська військова підготовка для НАТО та країн партнерів.

### Альтернатива ПДЧ
Незважаючи на заяву, що у найближчому майбутньому альянс не планує розширюватись, зроблені під час Уельського саміту, грузинський уряд був упевнений, що їх країна заслуговує принаймні отримання плану дій щодо членства (ПДЧ), який є основною передумовою для набуття членства у НАТО. Натомість замість ПДЧ Грузії було запропоновано альтернативний шлях, який був погоджений її посадовими особами, хоча і був сприйнятий неоднозначно. Новий рівень взаємодії вивів Грузію до переліку особливих партнерів НАТО на кшталт Швеції та ще чотирьох країн.

## Організація
Поточна загальна кількість штату ЗСГ станом на 2013 рік становить 43,475, включаючи 37,825 військовослужбовців, 1,940 цивільних у сфері освіти, 533 у охороні здоров'я та 3,177 у сфері тилового забезпечення. Грузинське законодавство (17 грудня 2010) встановило норму, що кількість військовослужбовців збройних сил не повинна перевищувати 37,000 у термін до 2011 року. Незважаючи на це поточна регуляція розміру збройних сил невідома. Набір та розмір було збільшено починаючи з 2012 року. Обмеження не розповсюджуються на стан війни, військовий резерв та тимчасовий персонал міністерства оборони Грузії.
- Сухопутні війська Грузії
- Національна гвардія Грузії

Сухопутні війська формують найбільшу компоненту ЗСГ і відповідають за наземний захист проти будь-яких загроз національному суверенітету і територіальній цілісності, підтримують Прикордонну поліцію у охороні кордонів і цивільні органи влади у контр-терористичних операціях, так само, як і надає підрозділи для операцій НАТО та коаліційних контингентів закордоном. Вони організовані у піхотні бригади, артилерійські й інші сили підтримки, що діють на рівні батальйонів.
Бригада Сил спеціальних операцій (ССО) відповідальна за проведення розвідки, нетрадиційні бойові операції та боротьбу з тероризмом. Національна гвардія Грузії організовує та тренує резервістів у мирний час та мобілізує їх у моменти криз чи у воєнний час.
На додачу ще існує Командування матеріального забезпечення та Командування бойової підготовки, яке контролює Сачхерську школа гірської підготовки.

### Сухопутні війська
Структура Сухопутних військ Грузії заснована на підрозділах розміру бригад та батальйонів. Основні сили складаються з п'яти піхотних та двох артилерійських бригад із додатковими приданими бригадами чи батальйонами. Грузинські бригади мають загальну чисельність особового складу у 5,500+ кожна, включаючи цивільний персонал. Загальна чисельність особового складу сухопутних військ становить 37,825 (виключаючи задіяний резерв), з яких 21 це вищий офіцерський склад, 6,166 офіцери та сержанти, 28,477 унтер-офіцери (капрали), 125 кадети та 388 цивільні. Сухопутні війська оснащені великим розмаїттям різної зброї та техніки (див. тут). Сили спеціальних операцій діють незалежно, під прямим керівництвом міністерства оборони.
Сухопутні війська Грузії складаються з наступних бойових порядків (незавершено):

#### Регулярні сили

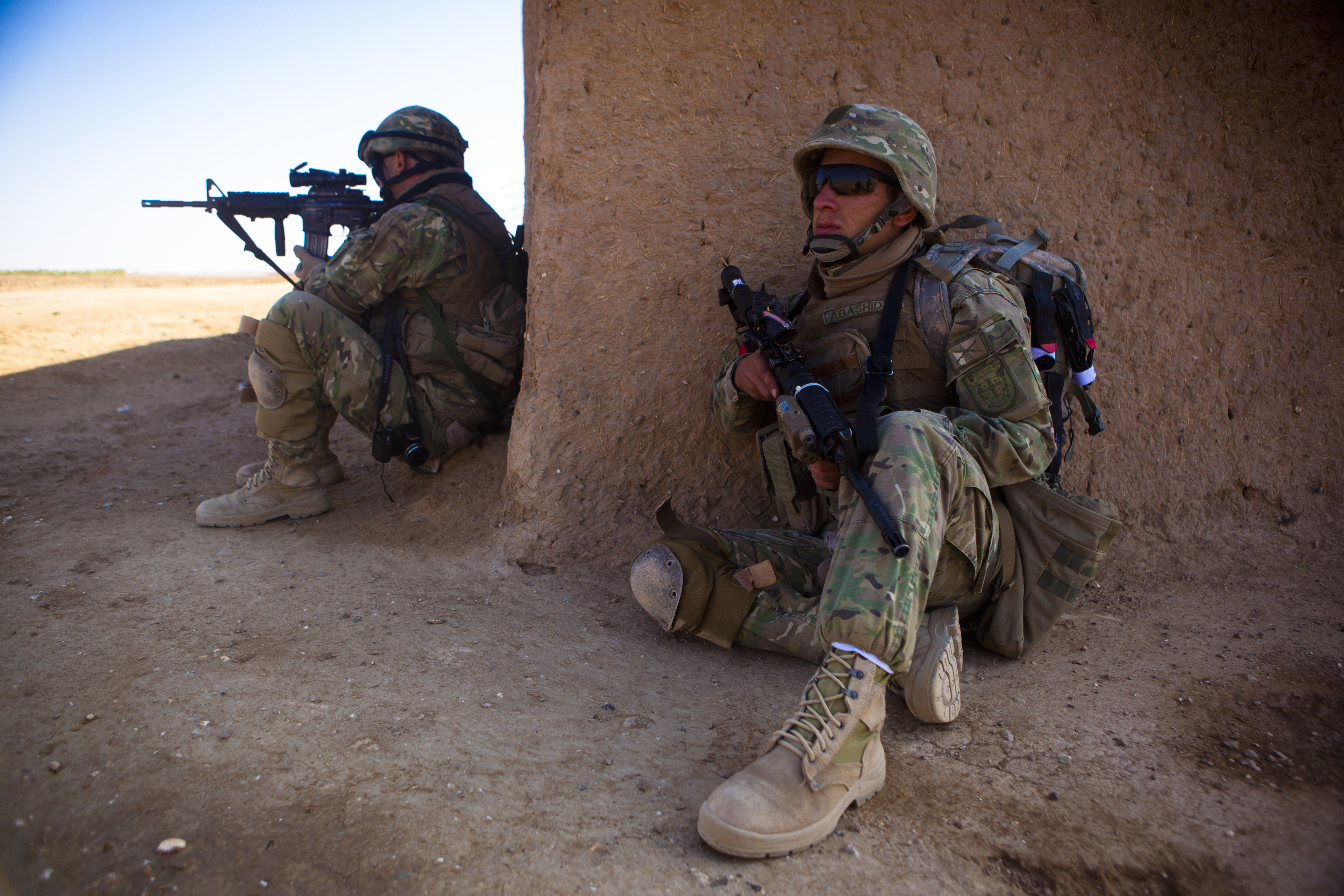
Грузинські солдати в Афганістані

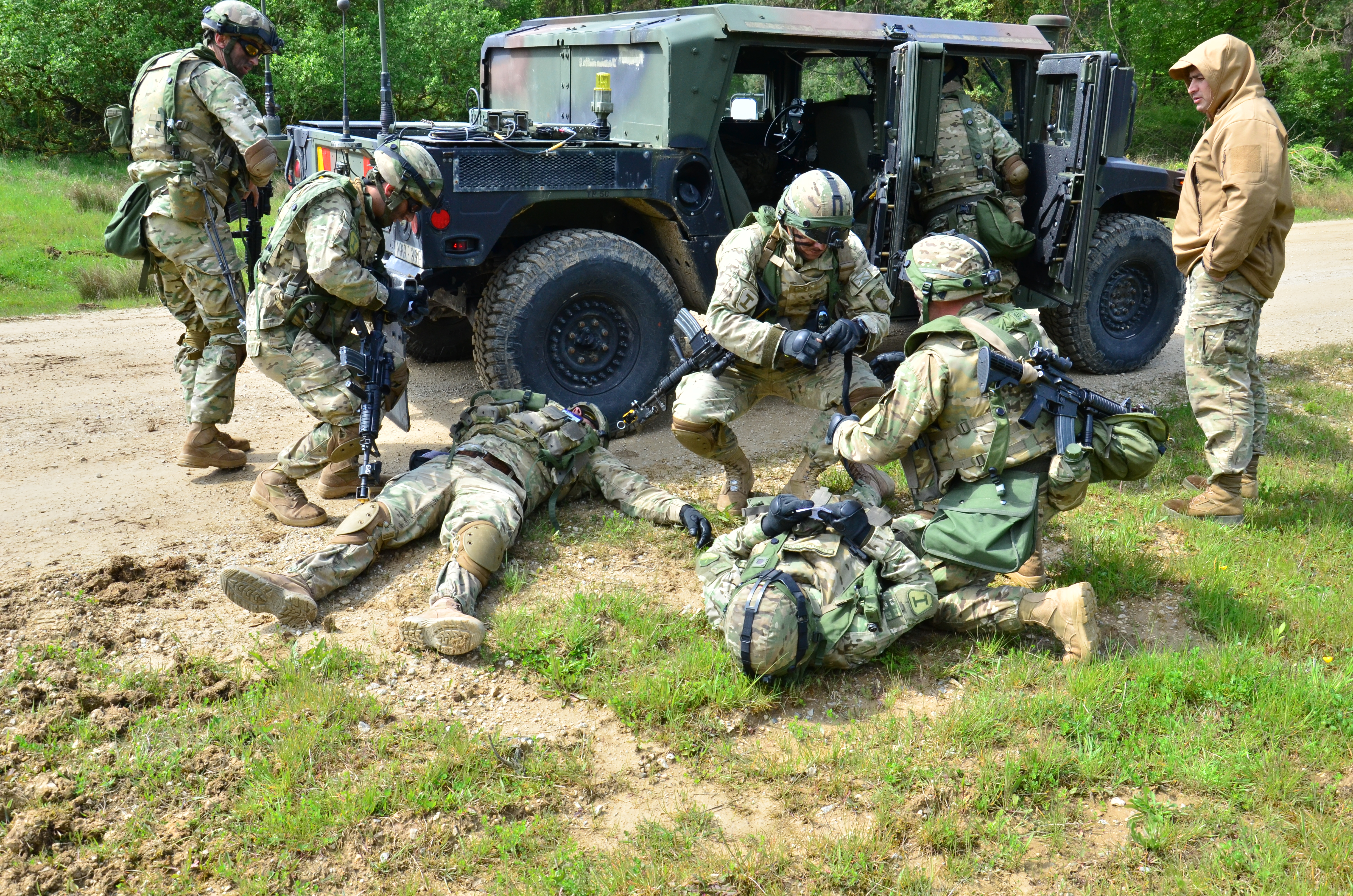
Медичні навчання під час операції Combined Resolve II

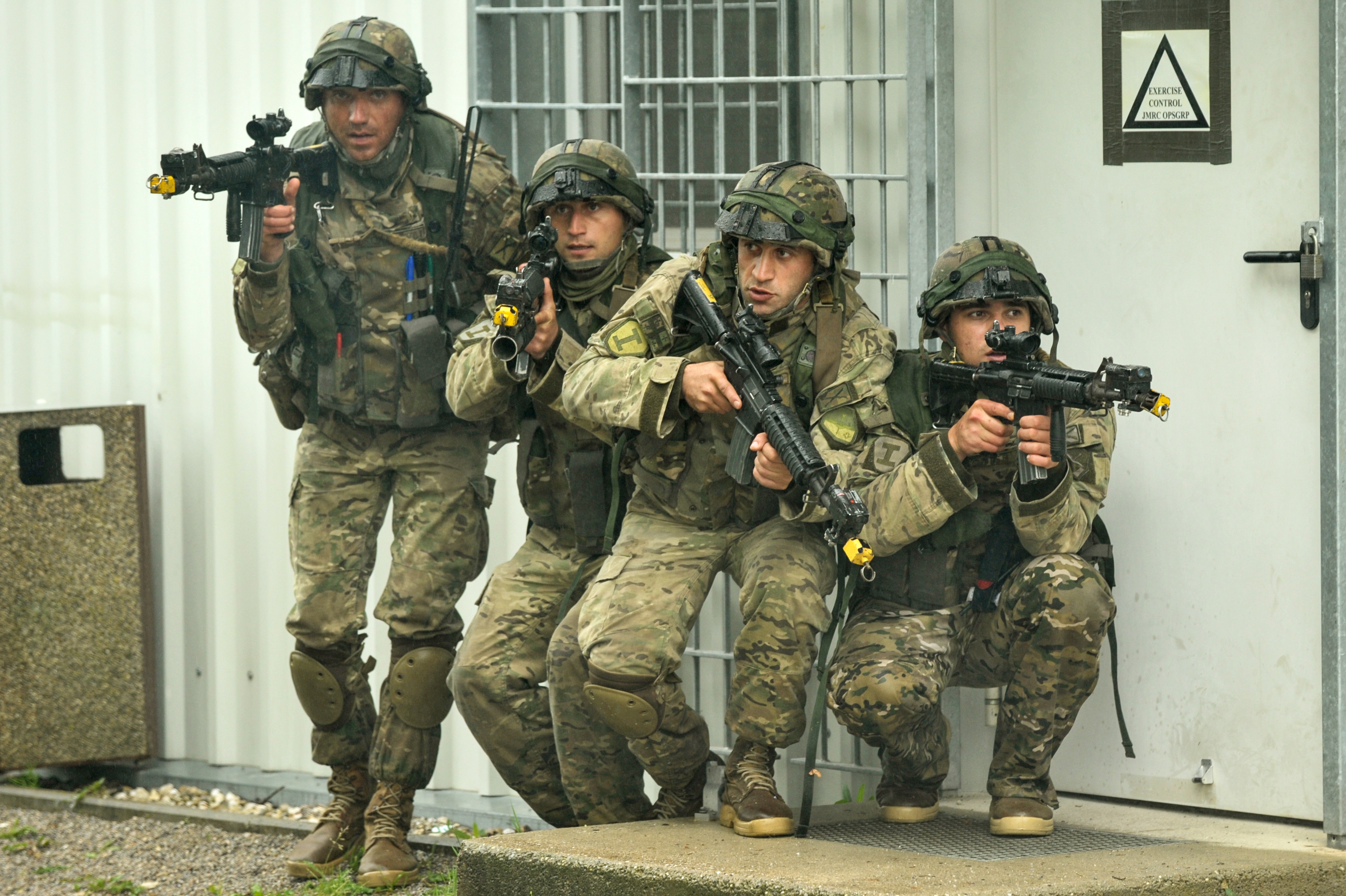
Штурмові навчання під час операції Combined Resolve II

- ГШ, Командування Сухопутних військ (Тбілісі)
  - Центральний командний пункт
- Оперативне командування Схід
  - 1-ша піхотна бригада (Тбілісі)
    - 11-й телавський легкий піхотний батальйон
    - 12-й легкий піхотний батальйон
    - 13-й Легкий піхотний батальйон «Шавнабада»

  - 4-та Механізована піхотна бригада (Вазіані)
    - 41-й механізований піхотний батальйон
    - 42-й механізований піхотний батальйон
    - 43-й механізований піхотний батальйон

  - 5-та піхотна бригада (Ґорі)
    - 51-й легкий піхотний батальйон
    - 52-й легкий піхотний батальйон
    - 53-й легкий піхотний батальйон

  - 1-ша артилерійська бригада (Вазіані)
- Оперативне командування Захід
  - 2-га піхотна бригада (Сенакі)[25]
    - 21-й легкий піхотний батальйон
    - 22-й легкий піхотний батальйон
    - 23-й легкий піхотний батальйон

  - 3-тя піхотна бригада («Мамлюки») (Кутаїсі)
    - 31-й легкий піхотний батальйон
    - 32-й легкий піхотний батальйон
    - 33-й легкий піхотний батальйон

  - 2-га артилерійська бригада (Хоні)

#### Незалежні підрозділи
- Інженерна бригада
- Бригада ППО (Кутаїсі)
- Окремий легкий піхотний батальйон (Батумі)
- Батальйон військової розвідки (Кобулеті)
- Батальйон зв'язку
- Медичний батальйон (Саґурамо)

У 2011 році грузинське вище командування вирішило розділити власні військові сили на два основні оперативні командування; Східну та Західну оперативні групи. Метою було утворення двох незалежно діючих військових округи, які б мали склад відповідно до стратегічної важливості територій їхнього розгортання, але були б збалансованими у типах озброєння. У випадку війни кожна група матиме можливість координувати свої дії незалежно від вищого командування, маючи власні логістичні та адміністративні резерви.

### Спеціальні сили
- Бригада сил спеціальних операцій
  - Оперативний штаб (Тбілісі)
    -  Батальйон спеціальних операцій
    -  Батальйон морських спеціальних операцій
    -  Батальйон спеціальних операцій «Іверіоні»
    -  Батальйон матеріального забезпечення
    -  Центр підготовки сил спеціальних операцій

Сили спеціальних операцій Грузії входять до складу Головного управління спеціальних операцій МО на правах командної структури рівня бригади. Кожне формування розподіляється на декілька підрозділів, які розпорошені по різним регіонам Грузії, містам та стратегічно важливим зонам. Більшість підрозділів складаються з ветеранів минулих конфліктів, включаючи радянське вторгнення в Афганістан, війн у Грузії та війни у Чечні. Деякі солдати служили у складі колишньої радянській армії у Росії та в Україні.
Починаючи з 2001 року, Грузія збільшила інтенсивність навчань своїх елітних підрозділів у взаємодії з американськими, французькими, британськими, ізраїльськими та іншими спеціальними службами. Грузинські спецпризначенці брали участь у війні в Іраку починаючи з 2003 року до повного виводу грузинського контингенту у 2008 році у зв'язку з ескалацією насильства у Південній Осетії. На думку незалежних експертів, деяка кількість грузинських військових також раніше була відряджена у Афганістан для допомоги ССО Сполучених Штатів у полюванні на лідерів Талібану. Грузинський уряд робив заяви, що група військовослужбовців була відряджена у Афганістан для медичних цілей.

### Армійська авіація Сухопутних військ (колишні Повітряні сили)

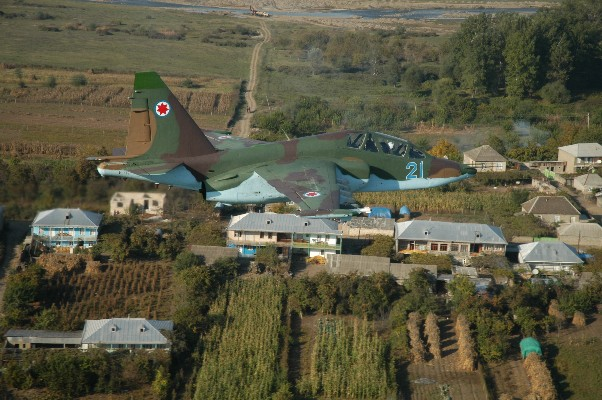
Грузинський штурмовий бомбардувальник Су-25

The Strategic Defence Review у 2007 році описав Повітряні сили, як авіацію та протиповітряні засоби, що забезпечують безпеку повітряного простору Грузії.
Повітряні сили Грузії були об'єднані з Сухопутними військами у 2010 році і перейменовані у Армійську авіацію Сухопутних військ, продовжується значна реорганізація та реструктуризація. Додатковий підрозділ Сухопутних військ Грузії наразі складається з невідомої кількості літаків, транспортних гелікоптерів, штурмових літаків та 3000 особового складу. Повітряні сили Грузії Втратили два гелікоптери на землі під час Російсько-грузинської війни 2008 року, Основні військово-повітряні бази розташовані біля Телаві, Сенакі та Марнеулі.

### Берегова охорона Грузії(колишні Військово-морські сили)
У 2007 році Strategic Defence Review написав, що ВМС Грузії захищає територіальні води Грузії і вносить вклад у колективну морську безпеку у чорноморському регіоні.
Військово-морські сили Грузії були розформовані у 2009 році і включені у Берегову охорону, яка структурно не є частиною Збройних сил Грузії, а є підрозділом Прикордонної служби Грузії, яка знаходиться у віданні міністерства внутрішніх справ Грузії. Берегова охорона Грузії відповідальна за підтримання суверенітету країни та за захист внутрішніх територіальних вод і виключної економічної зони. Штаб та головна база берегової охорони знаходиться у чорноморському порту Поті.

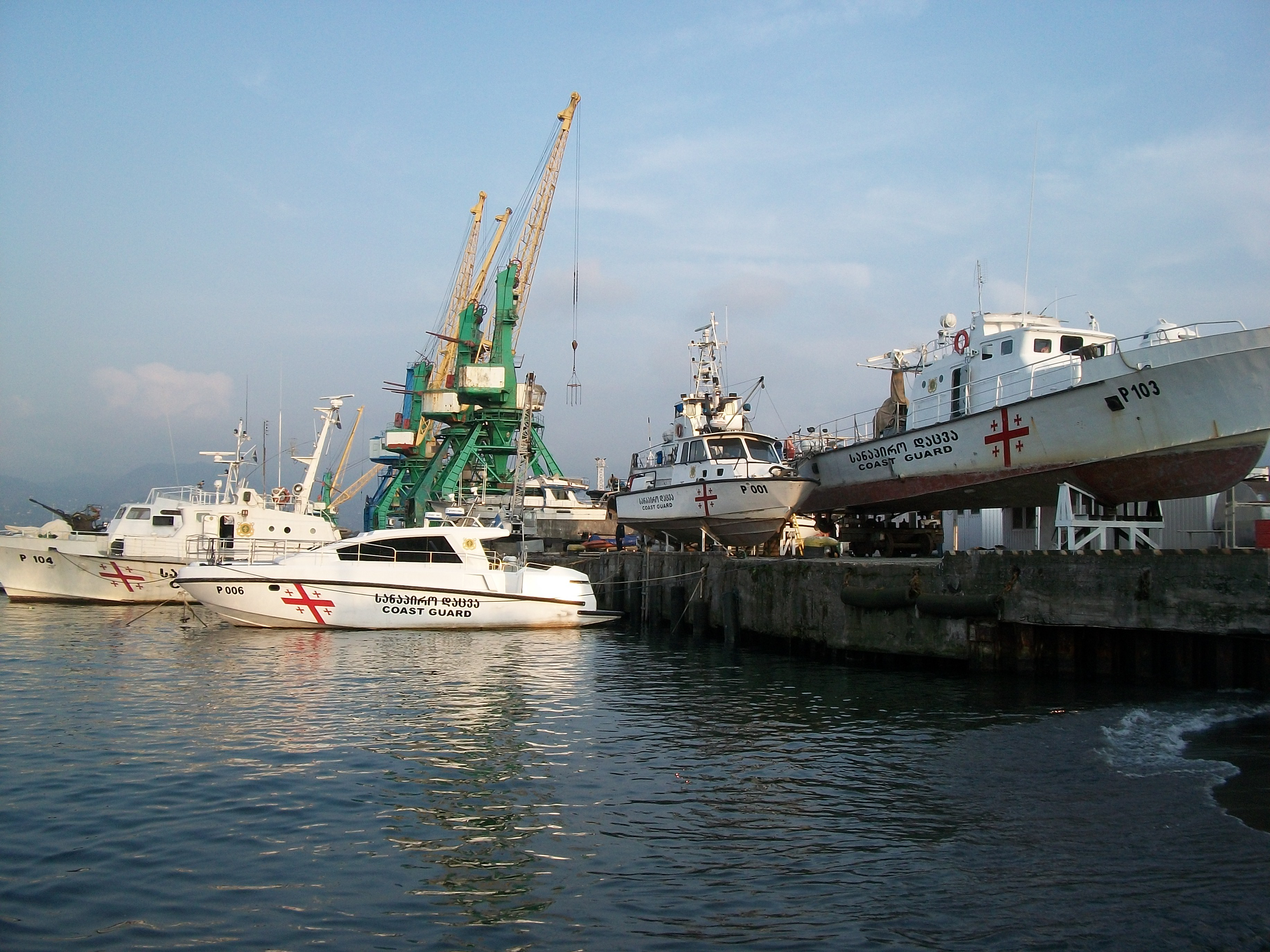
Корабель морської охорони Грузії

Інша, менша база Берегової охорони знаходиться у Батумі. Окрім морських сил, берегова охорона також має у своєму складі спеціальний відділ контр-терористичних сил. Також, Грузія є одним з організаторів і учасників Чорноморської військово-морської групи. Перед війною з Росією, ВМС Грузії налічували 19 військових кораблів. 4 з них були потоплені протягом конфлікту і дев'ять надувних з жорстким корпусом захоплені Росією. Грузини підняли та відновили два з потоплених кораблів і, зокрема, замінили свої втрати збудованими у Туреччині патрульними/швидко атакуючими човнами. Їх найважчим озброєнням є 25−30 мм гармати, однак, жоден корабель Берегової охорони Грузії не озброєний протичовновими ракетами.

### Національна гвардія Грузії
Національна гвардія Грузії була утворена 20 грудня 1990 року і в основному складалась з волонтерів. Вона є першим грузинським збройним формуванняя, яке згодом стало основою для сучасних Збройних сил Грузії. Гвардія активно брала участь у конфліктах, які траплялись на території Грузії (Самачабло, Абхазія).
Національна гвардія має складатися з 20,554 особового складу, але зараз скорочена до 550 військовослужбовців. Основними завданнями Національної гвардії є:
1. Підтримка цивільної адміністрації у кризових ситуаціях (природних, техногенних, екологічних);
2. Реєстрація мобілізаційних ресурсів, навчання та доставка;
3. Скликання, вибір і скерування громадянина на підставі сфери діяльності у частину, підрозділ і базу Збройних сил;
4. Забезпечення проведення церемоніальних заходів;
5. Допомога у навчаннях Резервних сил.

### Армійський резерв та сили територіальної оборони
Армійський резерв є професійними резервними силами, які складаються виключно з колишніх військовослужбовців. Завдяки обсягу досвіду, кадровий резерв може застосовуватись для відновлення втрат у складі регулярних формувань і також за потреби може діяти в авангарді змішаних механізованих груп чи піхотних штурмах. Озброєння не дуже відрізняється від того, що має регулярна армія, навіть не зважаючи на те, що рівень пріоритету забезпечення і логістики різний.
Сили територіальної оборони були створені для негайної готовності населення під час кризових явищ, таких як війна. Їх основним завданням має бути укріплення та захист усіх населених та стратегічно важливих територій, так само, як і забезпечення швидкої допомоги чи безпеки для евакуаційних операцій у випадку природних катастроф.
На відміну від активного армійського резерву, який складається лише з колишніх військовослужбовців, сили територіальної оборони скоріше погано підготовлені для складних військових операцій, проте вони забезпечують більшу свободу дій регулярним силам у випадку війни, діючи як додаткове плече логістики і залишаючи їм активні бойові дії. З сухопутними військами та армійським резервом задіяними у безпосередніх бойових діях, основним завданням сил територіальної оборони буде спорудження окопів, бункерів та перешкод довкола стратегічно важливих позицій і розміщення на систематично підготованих лініях оборони. Кількість призовників не перевищує 140,000 і є відносно великою, оскільки стратегія передбачає намір використання будь-яких географічних переваг над ворогом, коли професіоналізм компенсується цим фактором.
Призовники в основному мають погане оснащення у порівнянні зі своїми колегами з сухопутних військ. Кількість бойового, захисного спорядження та припасів скоріше за все буде обмеженою у випадку війни. Сили територіальної оборони складаються із звичайних громадян усіх галузей зайнятості, які пройшли базові курси підготовки з сучасних методів ведення війни. У своїх навчаннях вони використовували в основному зброю радянського виробництва та засоби зняті з озброєння регулярної армії, включаючи танки. В основному це різні варіанти штурмових гвинтівок Калашнікова АК(АКМ) та ручних протитанкових гранатометів (РПГ-7).

### Кадрові офіцери
| Сухопутні війська Грузії | O-1                | O-2       | O-3               | O-4     | O-5   | O-6          | O-7       | O-8               | O-9           | O-10              | 0-11    |  |
| ------------------------ | ------------------ | --------- | ----------------- | ------- | ----- | ------------ | --------- | ----------------- | ------------- | ----------------- | ------- |  |
| Insignia                 |                    |           |                   |         |       |              |           |                   |               |                   |         |  |
| Title                    | Молодший лейтенант | Лейтенант | Старший лейтенант | Капітан | Майор | Підполковник | Полковник | Бригадний генерал | Генерал-майор | Генерал-лейтенант | Генерал |  |
| Abbreviation             | 2LT                | LT        | 1LT               | CPT     | MAJ   | LTC          | COL       | BG                | MG            | LTG               | GEN     |  |
| NATO Code                | OF-1               | OF-1      | OF-1              | OF-2    | OF-3  | OF-4         | OF-5      | OF-6              | OF-7          | OF-8              | OF-9    |  |

## Міжнародна співпраця

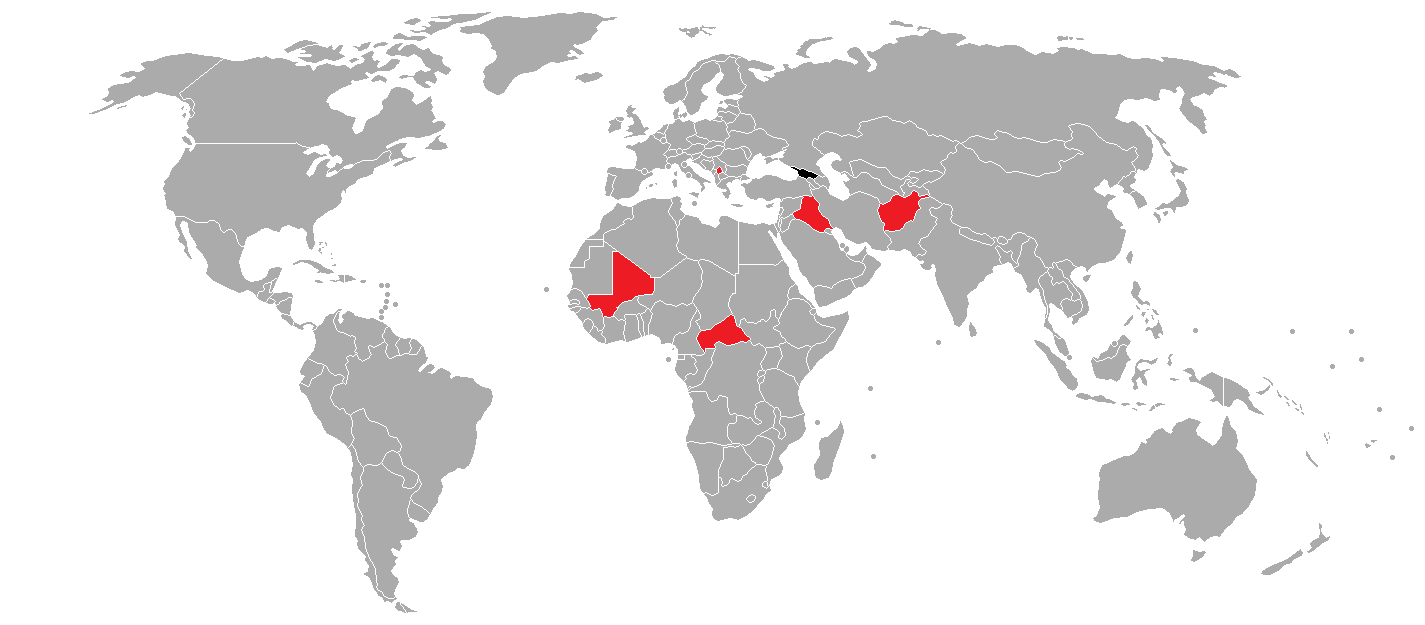
Операції за кордоном з 1991 року.

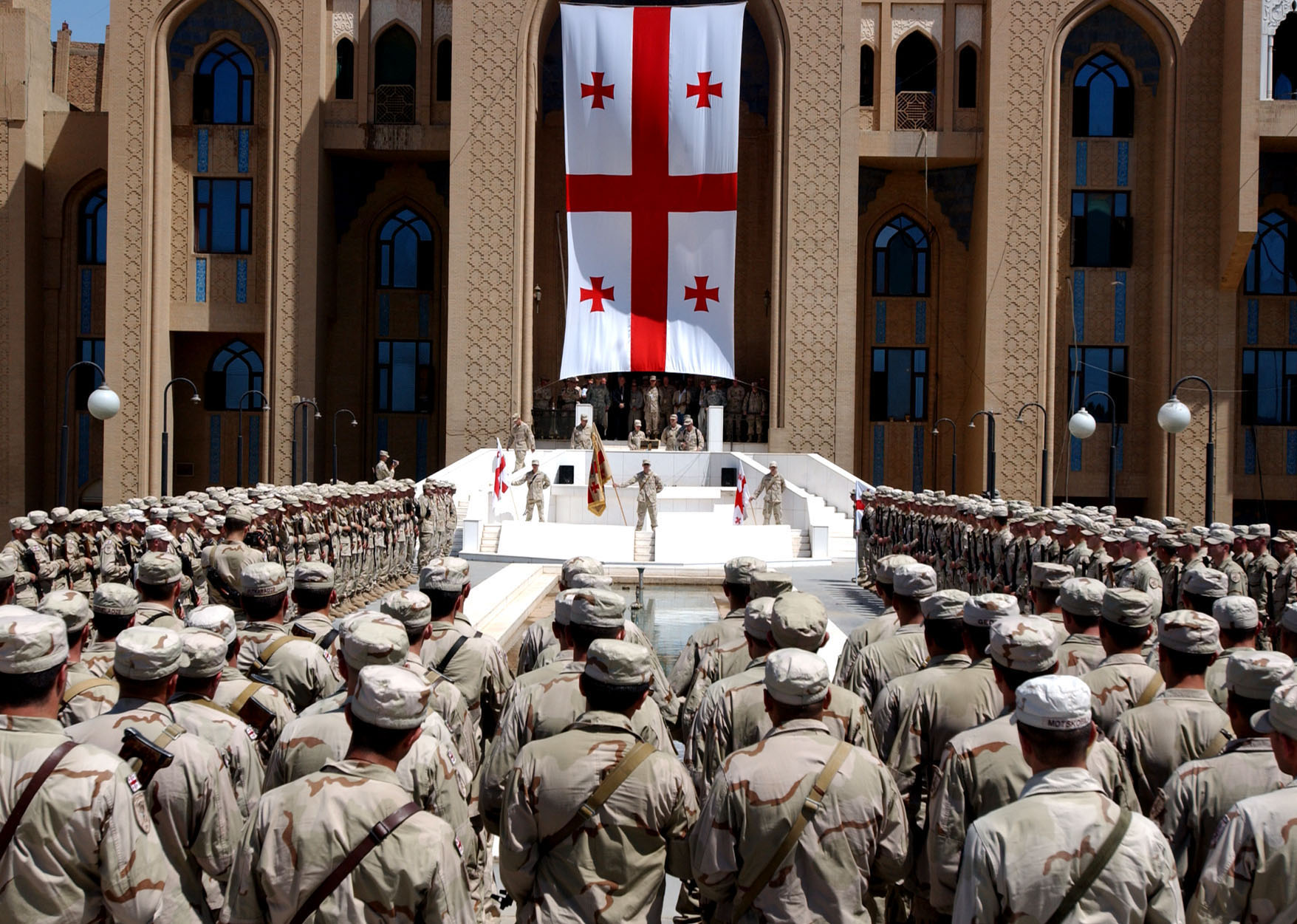
Грузинські солдати слухають промову у Багдаді, Ірак

Збройні сили Грузії беруть участь у миротворчих місіях (Балкани, Перська затока) починаючи з 1999 року.
Підрозділи, що беруть участь у миротворчих місіях комплектуються професійними військовими, ротація на місії триває шість місяців і участь є добровільною. Критеріями оцінки готовності є: стан здоров'я, фізична підготовка, професійні навички та досвід.

### Миротворчі місії
Близько 200 грузинських солдат було розгорнуто у Косово (КФОР) в 1999–2008 роках, 70 було розгорнуто у Іраку (ОІС) у 2003 році та 50 в Афганістані у 2004 році (ISAF). Починаючи з 2004 року в Іраку перебувало 300 грузинських військовослужбовців. З 2005 року приблизно 850 військових служили під проводом Коаліційного командування (ОІС і UNAMI). У липні 2007 року Грузія направила додаткових 1,400 військових в Ірак; це збільшило загальну кількість військовослужбовців в Іраку до 2,000. Близько 300 з цих військових були закріплені за Тактичною групою Петро та розміщені на COP Клірі за межами міста Вахіда біля Салман Пак, Ірак. 8 серпня 2008 року Грузія оголосила, що відкликає 1,000 військовослужбовців з Іраку через зростання військової агресії Росії. Їх підготовка та навички отримали найвищі оцінки міжнародних експертів. Весь контингент з Іраку був перекинутий повітрям до Грузії.
Таким чином, завдяки участі в міжнародних миротворча місіях військові учасники мають можливість отримати практичний досвід і показати готовність до співпраці з НАТО й силами інших країн партнерів.
Зараз більш ніж 1,570 грузинських військовослужбовців розгорнуто у провінції Гільменд, Афганістан де Грузія досі зазнала втрат у 22 загиблих і більше сотні поранених. У вересні 2012 року Грузія оголосила, що продовжить свій внесок у безпеку Афганістану після виведення сил НАТО у 2014 році.
У листопаді 2012 року Грузія подвоїла кількість розгорнутих сил для боротьби поряд з силами під керівництвом НАТО у Афганістані більш ніж до 1,500 особового складу. Грузія має 1,570 військовослужбовців, що служать там, що робить маленьку кавказьку країну із населенням 4.5 мільйони найбільшим помічником з країн поза межами альянсу у місії в Афганістані.
Починаючи з 2014 року Грузія також відправила 140 військовослужбовців до EUFOR RCA, миротворчої місії у Центральноафриканській республіці.

## Командувачі

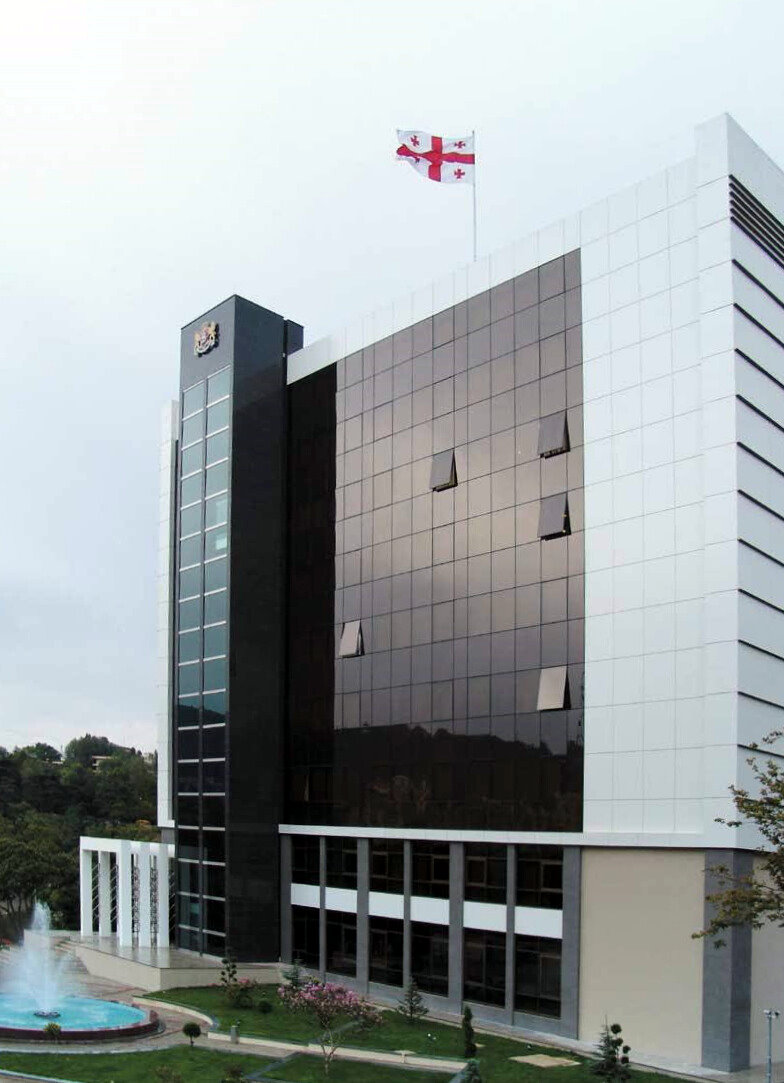
Будівля міністерства оборони у Тбілісі

### ГоловнокомандувачіГрузинської Демократичної Республіки(1918–1921)
- Георгій Квінітадзе, 26 травня 1918 — 13 грудня 1920
- Ілля Одішелідзе, 13 грудня 1920 — 16 лютого 1921
- Георгій Квінітадзе, 16 лютого 1921 — 17 березня 1921

### Начальники Генерального штабу Збройних сил Грузії (Від 1991 року)
- Джемал Кутателадзе, серпень 1991 — грудень 1991
- Автанділ Цкітішвілі, січень 1992 — грудень 1993
- Гурам Ніколаішвілі, грудень 1993 — січень 1994
- Нодар Татарашвілі, січень 1994 — червень 1996
- Зураб Мепарішвілі, червень 1996 — травень 1998
- Джоні Пірцхалаїшвілі, травень 1998 — вересень 2003
- Гіві Іукурідзе, лютий 2004 — 25 серпня 2004
- Вахтанг Капанадзе, 25 серпня 2004 — лютий 2005
- Леван Николєїшвілі, лютий 2005 — листопад 2006
- Заза Гогава, листопад 2006 — 4 листопада 2008

### Начальники Об'єднаного штабу Збройних сил Грузії
- Владімер Чачібая, 4 листопада 2008 — 5 березня 2009
- Деві Чанкотадзе, 5 березня 2009 — 8 жовтня 2012
- Георгій Каландадзе, 8 жовтня 2012 — 11 листопада 2012
- Вахтанг Капанадзе (на посаді), 11 листопада 2012 — 4 грудня 2012
- Іраклій Дзнеладзе, 4 грудня 2012 — 22 листопада 2013

### Начальники Генерального штабу Збройних сил Грузії
- Вахтанг Капанадзе, 22 листопада 2013 -

## Військова промисловість

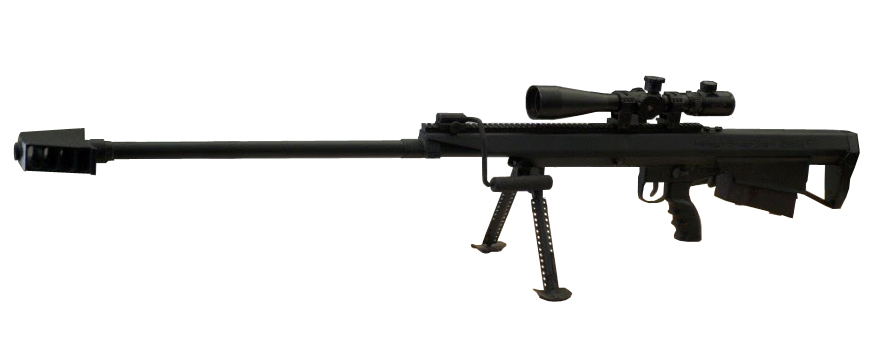
Грузинська великокаліберна снайперська гвинтівка PDSHP

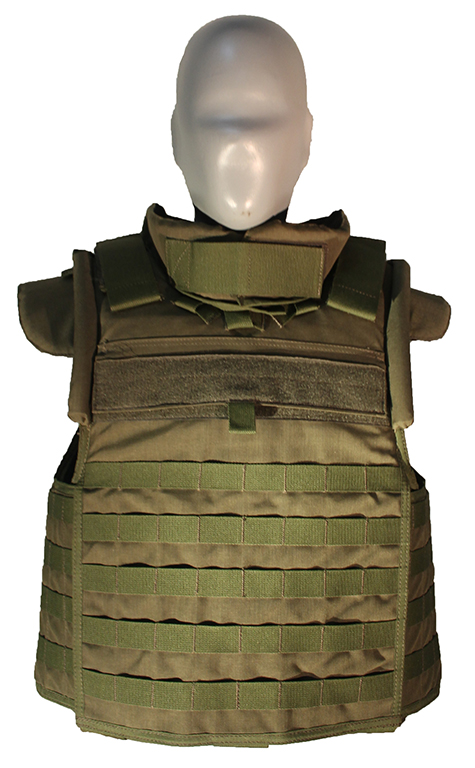
Грузинський бронежилет 4 рівня захисту

Грузія має довгу історію виробництва зброї, що бере свій початок у древні часи. Однак більш сучасні розробки походять від технологічної бази Радянського Союзу. У 1941 році Грузія стала одним з найважливіших виробників зброї для Радянського Союзу у роки Другої світової війни. Вона була відповідальною за забезпечення Радянської Армії всіма типами літаків та боєприпасів. Роль тбіліського авіаційного виробничого об'єднання не змінювалась після війни. Аж до 1990 року Грузія постійно виготовляла різні типи винищувальних літаків, в першу чергу Су-25 оскільки він вироблявся майже виключно у Грузії, безпілотні літальні пристрої, ракети і компоненти супутників. Компанія втратила більшу частину свого функціоналу і виробничого потенціалу коли розпався Радянський Союз, але не була закинута. У кінці 1990-х грузинське ВАТ RMP і пізніше новостворений підрозділ міністерства оборони НТЦ Дельта почав працювати на розвиток балістичного обладнання, використовуючи свої власні комплектуючі. Розширений дослідницький підрозділ успішно розробив різні індивідуальні засоби захисту, такі як костюми для знешкодження вибухових пристроїв та бронежилети I–IV рівнів захисту використовуючи засекречену суміш власних ресурсів. Але ці проекти не пішли далі прототипів, в основному, через нестачу уваги та фінансування від уряду.
Завдяки зовнішній підтримці, в першу чергу від Сполучених Штатів починаючи з 2005 року, Грузія отримала можливість розпочати будівництво міцної промислової бази для власних військових потреб. З 2001 до 2007 року НТЦ Дельта експериментував з безпілотними літальними пристроями і вдосконалював складові гелікоптерів та літаків Су-25, поки він не був задіяний у модернізації грузинського парку танків Т-72. У 2009-10 роках набувши достатньо досвіду і знань, за допомогою конструктора Звіада Ціколія, НТЦ Дельта створив свій перший прототип бронетранспортера Дідґорі. Ранні випробування пройшли дуже успішно, так що перша лінія виробництва була запущена вже у 2011 році. Дві версії було взято на озброєння Грузії у 2012 році і у 2013 році за ними те саме сталось і з третьою. БМП Лазіка це спроба НТЦ Дельта створити модульну БМП придатну до виконання різних завдань. Поки вона ще перебуває у подальшій розробці і вдосконаленні, деякі екземпляри уже активно використовуються на дійсній службі. НТЦ Дельта вважає Лазіку однією з найкращих машин свого класу із застосуванням технології бронювання подібної до Ізраїлю. Системи дистанційного керування вогнем також місцевого виробництва. Через «неправильне використання коштів» і жорсткі суперечності колишніх посадових осіб, а також через «саботаж» і недоліки у дослідженнях броні проект Лазіка був тимчасово припинений у кінці 2012 року, але пізніше продовжений на початку 2013 року, коли новообраний уряд приступив до виконання своїх обов'язків. Станом на 2007 рік Грузія забезпечувала своє військо формою внутрішнього виробництва, хоча перші зразки мали погану якість і ситуацію було виправлено не раніше 2012 року. Відтоді для виробництва використовують лише якісні ліцензовані тканини. До інших важливих ліній виробництва належать різні типи артилерійських систем, таких як РСЗВ, міномети і відповідні боєприпаси; протитанкові комплекси; повні набори уніформи, парадні і для всіх родів військ, взуття, головні убори, штурмові жилети, пончо і рюкзаки і таке інше. Нові типи бронежилетів та шоломів розробляються і виготовляються для військової служби починаючи з 2013 року. Нові розробки в першу чергу потрапляють миротворчим контингентам, що розташовані у Центральноафриканській республіці.
Грузія розпочала інтенсивну розробку нових зразків озброєння після 2008 року і відтоді випустила і продовжує виготовляти:
- Бойова машина піхоти «Лазіка»
- Дідґорі-1
- Дідґорі-2
- Дідґорі-3 Вибухо-стійкий БТР
- DRS-122 РСЗВ
- Карабін G5
- Грузинський БПЛА
- РД-7 протитанкова міна
- тихий пістолет «Скорпіон»
- 9 мм пістолет

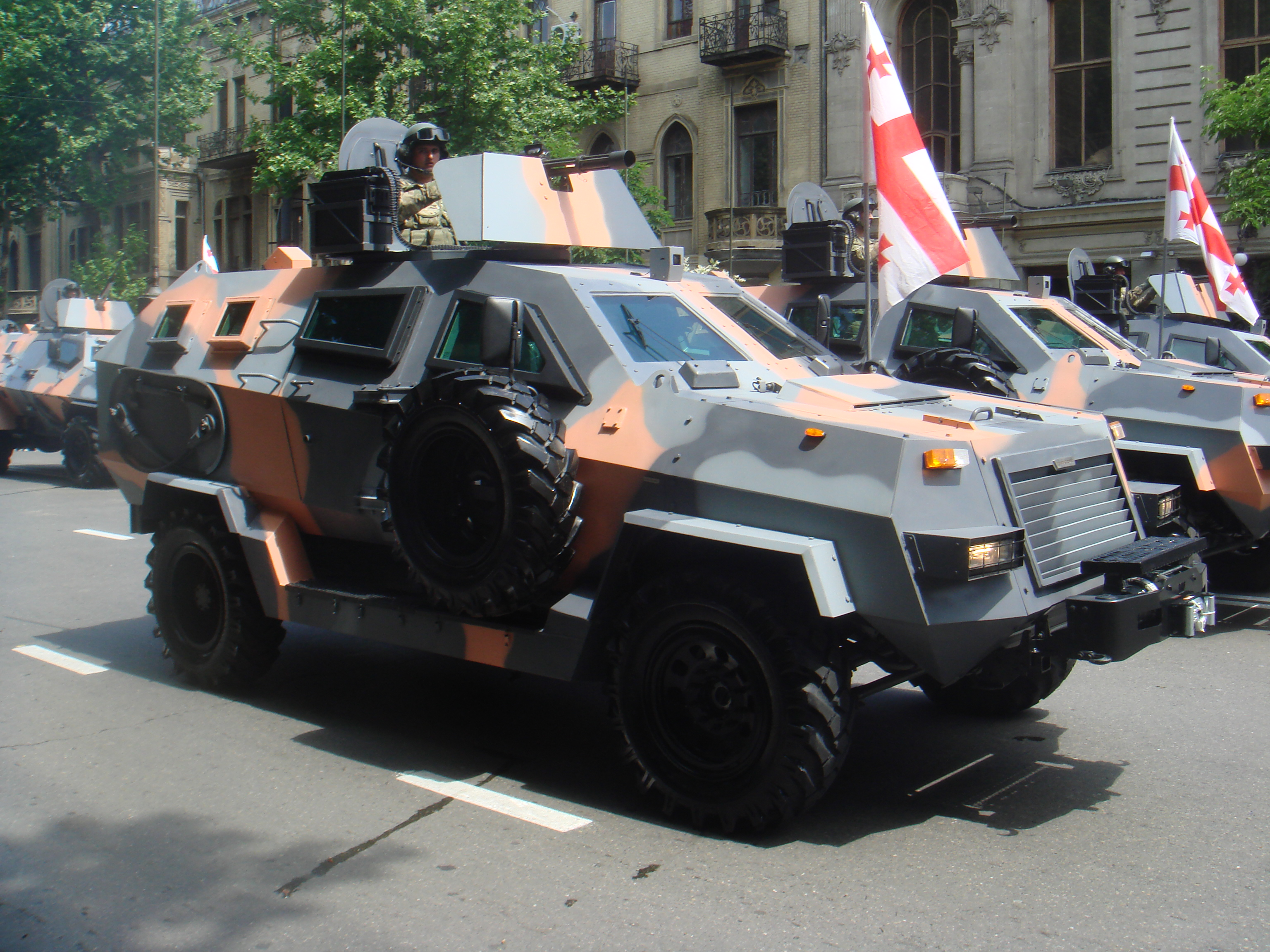
Дідґорі-1 на параді у 2011 році

- підствольні гранатомети для карабіну G5 і копії радянських ГП-25 та румунських АГ-40
- модифіковані грузинські варіанти РПГ-7 РПГ-22 РПГ-18, ПДМ-1 копія РПГ-26
- RPGL-7G[30]
- 60 мм, 82мм та 120мм Міномети
- Великокаліберну снайперську гвинтівку PDSHP

## Бази
| Назва                         | Розташування |
| ----------------------------- | ------------ |
| Штаб міністерства оборони     | Тбілісі      |
| Військова база Вазіані        | біля Тбілісі |
| Військова база Крцанісі       | біля Тбілісі |
| Військова база Ахалкалакі     | Ахалкалакі   |
| Авіабаза Олексіївка           | біля Тбілісі |
| Авіабаза Марнеулі             | Марнеулі     |
| Авіабаза Болнісі              | біля Тбілісі |
| Військова база Ґорі           | Ґорі         |
| Військова база Сенакі         | Сенакі       |
| Військово-морська база Поті   | Поті         |
| Військова база Мухровані      | Мухровані    |
| Військова база Кутаїсі        | Кутаїсі      |
| Військова база Хелвачаурі     | Хелвачаурі   |
| Військова база Хоні           | Хоні         |
| Військово-морська база Батумі | Батумі       |

## Рекомендована література
- Denise Hammick, Country Briefing: Georgia On the Cusp, Jane's Defence Weekly, 2 January 2008